# 欧特伊 (奥恩省)
欧特伊（法語：Autheuil，法語發音：[otœj] ⓘ）是法国奥恩省的一个旧市镇，位于该省东部，属于莫尔塔涅欧佩什区。2016年1月1日，欧特伊和相邻的另外9个市镇合并为了新市镇图鲁夫尔欧佩什（Tourouvre au Perche）。

## 地理
欧特伊（48°34'19"N, 0°40'15"E）面积6.22 平方千米，位于法国诺曼底大区奧恩省，该省份为法国西北部内陆省份，北起顺时针与卡爾瓦多斯省、厄尔省、厄尔-卢瓦省、萨尔特省、马耶讷省和芒什省接壤。
与欧特伊接壤的市镇（或旧市镇、城区）包括：图鲁夫尔、凡村、马莱塔布勒。

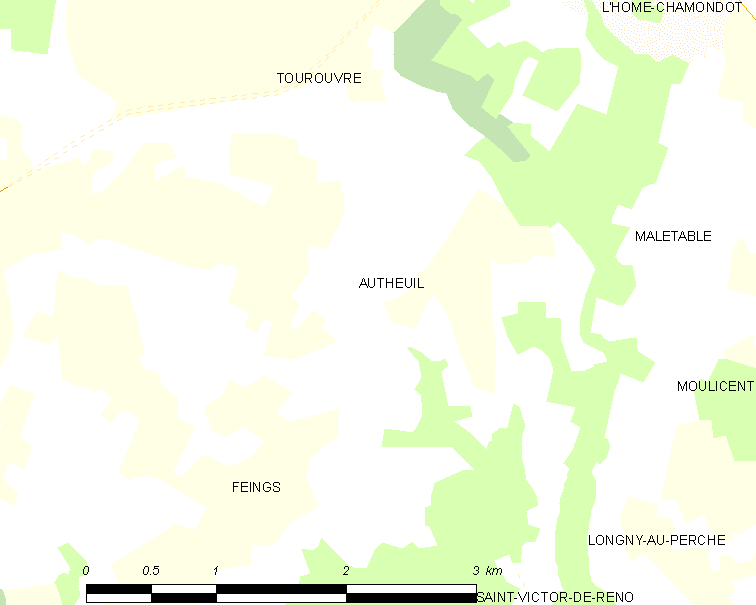
的OSM定位图

欧特伊的时区为UTC+01:00、UTC+02:00（夏令时）。

## 行政
欧特伊的邮政编码为61190，INSEE市镇编码为61016。

## 政治
欧特伊所属的省级选区为图鲁夫尔欧佩什县。

## 人口

1962-2008年间人口变化图示

欧特伊于2018年1月1日时的人口数量为132人。